# Maria Haglund
Inger Anna Maria Haglund (* 6. Mai 1972 in Karlskoga) ist eine ehemalige schwedische Kanutin.

## Karriere
Maria Haglund sicherte sich bei ihrer einzigen Olympiateilnahme den Gewinn der Bronzemedaille mit dem Vierer-Kajak auf der 500-Meter-Strecke. Bei den Olympischen Spielen 1992 in Barcelona startete sie dabei an der Seite von Anna Olsson, Agneta Andersson und Susanne Rosenqvist. Als Zweite ihres Vorlaufs qualifizierten sie sich direkt für den Endlauf, den sie nach 1:39,79 Minuten auf dem dritten Platz hinter den siegreichen Ungarinnen und den zweitplatzierten Deutschen beendeten.
Haglund war bei Weltmeisterschaften im Kanurennsport ebenfalls sehr erfolgreich. Ihre erste Medaille sicherte sie sich 1991 in Paris mit der Silbermedaille mit dem Zweier-Kajak über 5000 Meter. 1993 gewann sie in Kopenhagen erneut Silber, diesmal im Vierer-Kajak über 500 Meter. In dieser Disziplin belegte sie ein Jahr darauf in Mexiko-Stadt den dritten Platz. 1995 in Duisburg gewann sie mit dem Vierer-Kajak über 200 Meter ebenso Bronze wie auch 1997 in Dartmouth. Bei den Weltmeisterschaften 1998 in Szeged wurde sie auf der 200-Meter-Strecke mit dem Vierer-Kajak Vizeweltmeisterin. Darüber hinaus startete Haglund auch bei Weltmeisterschaften im Kanumarathon: 1996 wurde sie mit Susanne Rosenqvist in Vaxholm im Zweier-Kajak Weltmeisterin.
1999 beendete Haglund, die Mutter von zwei Kinder ist, ihre Karriere.